# Spoorlijn Fives - Hirson
De Spoorlijn Fives - Hirson is een Franse spoorlijn die Fives bij Rijsel (Lille) met Hirson verbindt. De lijn is 120,5 km lang en heeft als lijnnummer 267 000.

## Geschiedenis
Deze spoorlijn is in meerdere fases gebouwd. Op 30 oktober 1869 is het traject tussen Aulnoye en Hirson geopend. Op 22 juni 1870 werd het baanvak Fives en Valenciennes geopend. Twee jaar later, op 1 september 1872, werd het ontbrekende gedeelte tussen Valenciennes en Aulnoye geopend.
De lijn is geheel dubbelsporig en heeft een maximumsnelheid van 140 km/h.

## Treindiensten
De SNCF verzorgt het personenvervoer met TER-treinen.
| Serie | Treinsoort | Route                                                                                      | Bijzonderheden |
| ----- | ---------- | ------------------------------------------------------------------------------------------ | -------------- |
| K 60  | TER (SNCF) | Lille-Flandres – Orchies – Valenciennes – Aulnoye-Aymeries – Maubeuge – Jeumont            |                |
| K 61  | TER (SNCF) | Lille-Flandres – Orchies – Valenciennes – Aulnoye-Aymeries – Hirson – Charleville-Mézières |                |
| C 60  | TER (SNCF) | Lille-Flandres – Orchies – Valenciennes                                                    |                |
| P 60  | TER (SNCF) | Valenciennes – Aulnoye-Aymeries – Maubeuge – Jeumont                                       |                |
| P 61  | TER (SNCF) | Aulnoye-Aymeries – Hirson                                                                  |                |
| P 64  | TER (SNCF) | Aulnoye-Aymeries – Hirson – Laon                                                           |                |

## Aansluitingen
In de volgende plaatsen is of was er een aansluiting op de volgende spoorlijnen:
Fives
RFN 269 000, spoorlijn tussen Fives en Baisieux
RFN 272 000, spoorlijn tussen Paris-Nord en Lille
RFN 273 308, raccordement voie RV van Lille
RFN 277 100, raccordement van Saint-Sauveur
RFN 278 000, spoorlijn tussen Fives en Moeskroen (grens)
RFN 289 000, spoorlijn tussen Fives en Abbeville
Lesquin
RFN 267 606, stamlijn ZI de Lesquin
RFN 273 300, raccordement van Ronchin
Templeuve
RFN 265 000, spoorlijn tussen Templeuve en Don-Sainghin
RFN 265 015, raccordement van Templeuve
Orchies
RFN 264 000, spoorlijn tussen Pont-de-la-Deûle en Bachy-Mouchin
RFN 268 000, spoorlijn tussen Somain en Halluin
Saint-Amand-les-Eaux
RFN 255 000, spoorlijn tussen Saint-Amand-les-Eaux en Blanc-Misseron
RFN 256 000, spoorlijn tussen Denain en Saint-Amand-les-Eaux
RFN 257 000, spoorlijn tussen Saint-Amand-les-Eaux en Maulde-Mortagne
Beuvrages
RFN 262 000, spoorlijn tussen Douai en Blanc-Misseron
Valenciennes
RFN 254 000, spoorlijn tussen Lourches en Valenciennes
RFN 262 000, spoorlijn tussen Douai en Blanc-Misseron
Valenciennes-Faubourg-de-Paris
RFN 253 000, spoorlijn tussen Valenciennes-Faubourg-de-Paris en Hautmont
RFN 254 000, spoorlijn tussen Lourches en Valenciennes
Le Quesnoy
RFN 251 000, spoorlijn tussen Escaudœuvres en Gussignies
Aulnoye-Aymeries
RFN 242 000, spoorlijn tussen Creil en Jeumont
RFN 242 370, raccordement van Aulnoye-Aymeries
RFN 267 306, raccordement militaire van Aulnoye
Avesnes
RFN 239 000, spoorlijn tussen Avesnes en Sars-Poteries
Fourmies
RFN 240 000, spoorlijn tussen Maubeuge en Fourmies
Anor
RFN 229 000, spoorlijn tussen La Plaine en Anor
Hirson
RFN 212 000, spoorlijn tussen Hirson en Amagne-Lucquy
RFN 223 000, spoorlijn tussen Charleville-Mézières en Hirson
RFN 229 000, spoorlijn tussen La Plaine en Anor
RFN 238 000, spoorlijn tussen Busigny en Hirson

## Elektrische tractie
De lijn werd tussen 1954 en 1958 geëlektrificeerd met een spanning van 25.000 volt 50 Hz.